# Banie (île)
Pour les articles homonymes, voir Banie.
Banie [ᵐbanie] est le nom de l'île principale qui compose le groupe des îles Vanikoro. Outre Banie, ce groupe inclut également — pour ne citer que les îles habitées – l'île plus petite de Teanu ou Tevai.
En pratique, le nom de Banie est également employé, par la population locale, pour désigner l'île de Vanikoro dans son ensemble.
L'île de Banie tire son nom de son principal sommet, le mont Banie.